# Cuba ai Giochi della XXV Olimpiade
Cuba partecipò ai Giochi della XXV Olimpiade, svoltisi a Barcellona, Spagna, dal 25 luglio al 9 agosto 1992, con una delegazione di 176 atleti impegnati in sedici discipline.

## Risultati

### Pallanuoto
| Atleta | Classifica |                 |
| --- | --- | --------------- |
| V · D · M Nazionale maschile cubana di pallanuoto · Giochi olimpici - Barcellona 1992 1 Ramos · 2 Derouville · 3 Díaz · 4 Blay · 5 Cuesta · 6 Hernández Olivera · 7 Martínez Luis · 8 García · 9 Pérez · 10 Barreras · 11 Fernández · 12 del Valle · 13 Hernández Silveira · CT : Osvaldo García | 8° |                 |
| Nazionale maschile cubana di pallanuoto · Giochi olimpici - Barcellona 1992 | |                 |
| 1 Ramos · 2 Derouville · 3 Díaz · 4 Blay · 5 Cuesta · 6 Hernández Olivera · 7 Martínez Luis · 8 García · 9 Pérez · 10 Barreras · 11 Fernández · 12 del Valle · 13 Hernández Silveira · CT: Osvaldo García                                                                                        | 1 Ramos · 2 Derouville · 3 Díaz · 4 Blay · 5 Cuesta · 6 Hernández Olivera · 7 Martínez Luis · 8 García · 9 Pérez · 10 Barreras · 11 Fernández · 12 del Valle · 13 Hernández Silveira · CT: Osvaldo García | Cuba (bandiera) |